# Drôle de collège
Pour plus de détails, voir Fiche technique et Distribution.
Drôle de collège ou Vive l'école au Québec (High School U.S.A.) est un téléfilm américain réalisé par Rod Amateau, diffusé en 1983.

## Synopsis
Situé dans une classe de lycée, JJ poursuit la petite amie d'un rival d'une clique supérieure.

## Fiche technique
- Titre original : High School U.S.A.
- Titre français : Drôle de collège
- Titre québécois : Vive l'école
- Réalisation : Rod Amateau
- Scénario : Alan Eisenstock et Larry Mintz
- Musique : Tony Berg et Miles Goodman
- Photographie : Jack Whitman
- Montage : John Cortland
- Production : Alan Eisenstock et Larry Mintz
- Société de production : Hill/Mandelker Films
- Société de distribution : NBC
- Pays d'origine :  États-Unis
- Langue : anglais
- Format : couleur - Mono - 35 mm - 1.33:1
- Genre : comédie
- Durée : 92 minutes
- Date de diffusion :
  - États-Unis : 16 octobre 1983 sur NBC

## Distribution
- Michael J. Fox (VF : Edgar Givry) : Jay-Jay Manners
- Nancy McKeon : Beth Franklin
- Todd Bridges : Otto Lipton
- Anthony Edwards : Beau Middleton
- Crystal Bernard : Anne-Marie Conklin
- Crispin Glover : Archie Feld
- Dwayne Hickman : M. Plaza
- Angela Cartwright : Mlle D'Angelo
- Michael Zorek : Chuckie Dipple
- Lauri Hendler : Nadine
- Cathy Silvers : Peggy
- Dana Plato : Cara Ames
- Tom Villard : Leo Bandini
- Tony Dow : le principal Pete Kinney
- Bob Denver : Milton Feld
- Steve Franken : Dr Fritz Hauptmann
- Ken Osmond : Baxter Franklin
- Elinor Donahue : Mme Franklin
- David Nelson : Mr Krinsky

## Anecdotes
- Michael J. Fox et Crispin Glover se retrouveront deux ans plus tard dans le premier volet de la saga mythique de Retour vers le futur.
- Todd Bridges et Dana Plato se retrouvent également alors qu'ils partageaient déjà l'affiche de la série Arnold et Willy depuis cinq ans.